# Parornix mixta
Parornix mixta är en fjärilsart som först beskrevs av Paolo Triberti 1980.  Parornix mixta ingår i släktet Parornix och familjen styltmalar.
Artens utbredningsområde är:
- Slovakien.
- Italien.
- Rumänien.

Inga underarter finns listade i Catalogue of Life.